# Girls About Town
Girls About Town ist ein US-amerikanischer Spielfilm mit Kay Francis. Der Film gilt als typisches Beispiel für die pre-code pictures mit ihrer offenen Darstellung von Sexualität.

## Handlung
Wanda und Marie verdienen ihr Geld damit, reiche Geschäftsleute, die ihnen ihr „Agent“ vermittelt, einen Abend lang zu unterhalten. Für ihre Bemühungen erhalten sie von den Herren eine entsprechende Vergütung, ohne dass es jedoch zum Äußersten kommt. Wenn die beiden Frauen mit ihren Begleitern vor ihrem Appartement ankommen, sitzt bereits ihre „Mutter“ im Schaukelstuhl am Fenster und hält nach den jungen Damen Ausschau. In Wirklichkeit ist es ihr Dienstmädchen Hattie, die sich mit Schal und Nachtmütze hinter der Gardine verbirgt. Während Marie das Leben in vollen Zügen genießt, ist Wanda nachdenklicher und will mehr erreichen als die kurzfristige Befriedigung materieller Wünsche. Eines Tages lernen sie den ältlichen Mr Thomas kennen, der sich rasch für Marie interessiert, während Wanda mit seinem Geschäftspartner, dem jungen Jim Baker, Bekanntschaft schließt. Beide verlieben sich rasch ineinander und alles sieht gut aus. In der Zwischenzeit schafft es Marie, einerseits Mr Thomas auf Armlänge von ihrem Schlafzimmer zu halten und gleichzeitig eine Freundschaft mit seiner Ehefrau aufzubauen. Allerdings hat Wanda ein dunkles Geheimnis: Sie ist immer noch verheiratet. Ihr Ehemann taucht plötzlich auf, erpresst Jim, der das Geld zwar zahlt, aber dafür mit Wanda bricht. Die beiden Freundinnen verkaufen daraufhin ihren gesamten Besitz, um Jim das Geld zurückzugeben. Nach vielen Komplikationen werden alle glücklich. Wanda und Jim heiraten und ziehen in den Mittelwesten, Marie hat von Mr Thomas viele teure Geschenke erhalten und beschließt, von jetzt an auf eigene Rechnung ohne Einschaltung ihres „Agenten“ zu arbeiten.

## Hintergrund
Vor dem Inkrafttreten des Production Code wurden die Zensurvorschriften in Hollywood eher lax umgesetzt. Die Filmstudios waren auch durch die Verwerfungen der Weltwirtschaftskrise und den rapide sinkenden Zuschauerzahlen gezwungen, das Publikum vorzugsweise mit Sex und Gewalt zurück in die Kinos zu locken. Während auf der einen Seite Gangsterfilme immer brutaler Morde und Schießereien darstellten, entwickelte sich parallel dazu ein Genre, das die Abenteuer von jungen Frauen schilderte, die ihren Lebensunterhalt mit ganzem Körpereinsatz verdienten. Diese sog. golddiggers (dt.: Goldgräberinnen) waren keine simplen Prostituierten, sondern eher Gesellschafterinnen, die ihr Geld nicht auf der Straße erzielten, sondern durch mehr oder weniger weitreichende Unterhaltungsleistungen gegen Bezahlung in den eigenen vier Wänden und Hotels. Beispiele waren Ladies of Leisure und Ten Cents a Dance mit Barbara Stanwyck, Play Girl und She Had to Say Yes mit Loretta Young, The Greeks Had a Word for Them mit Ina Claire und Madge Evans sowie Golddiggers of 1933 mit Joan Blondell.
Girls About Town macht schon im Titel deutlich, welchen Beruf die jungen Damen ausüben und die humorvolle, wenn auch zurückhaltende Schilderung lässt im ganzen Verlauf keinen Zweifel über die wahre Profession zu. George Cukor, der erst wenige Filme gedreht hatte, schrieb die Rolle der Marie exakt auf seine Freundin Lilyan Tashman zu, die bislang eher im dramatischen Fach beschäftigt war. Tashman galt damals als die bestgekleidete Frau von Hollywood und gab dem Vernehmen nach fast ihr gesamtes Einkommen für ihre Garderobe aus. Paramount Chefdesigner Travis Banton entwarf für Francis und Tashman praktisch für jede Szene ein neues Ensemble, um vor allem die weiblichen Kinozuschauer auf ihre Kosten kommen zu lassen.
Die eher verhaltende Umsetzung der Zensurvorschriften macht sich auch in einigen Szenen am Rande bemerkbar. So teilen sich Wanda und Marie ein Bett und tragen durchsichtige, tief ausgeschnittene Negligées. In einer anderen Einstellung machen Wanda und Jim einen Badeausflug, bei dem Wanda einen sehr knapp geschnittenen Badeanzug und Jim eine eng anliegende Badehose trägt. Gegen Ende, wenn Wanda ihre Verlobung mit Jim verkündet, zieht sie sich vor Marie bis auf die Seidenunterwäsche aus und hält gleichzeitig einen Vortrag darüber, wie glücklich sie endlich sei, dieses Leben hinter sich zu lassen. Interessant ist das von Vertrauen und Respekt geprägte Verhältnis der beiden Frauen zu ihrer dunkelhäutigen Hausangestellten. Die Dialoge von Louise Beavers sind, anders als sonst meist üblich, ohne jeden Akzent und präsentieren den Charakter als durchaus selbstbewusste Frau mit eigenen Ideen und Vorstellungen.
Im Abspann ungenannt spielten die Schauspielerinnen Adrienne Ames, Frances Bavier, Katherine DeMille und Claire Dodd Partygäste.